# چمن مصنوعی پارک لاله
چمن مصنوعی پارک لاله تهران یکی از پروژه‌های عمرانی و فضای سبز شهر تهران است که با هدف افزایش کیفیت و زیبایی فضای عمومی این پارک و کاهش هزینه‌های نگهداری اجرا شده است. پارک لاله، یکی از پارک‌های قدیمی و معروف تهران، در منطقه ۶ واقع شده و محل تجمع گردشگران و شهروندان است.

## معرفی چمن مصنوعی
چمن مصنوعی نوعی پوشش زمینی است که از الیاف پلاستیکی ساخته می‌شود و به منظور جایگزینی چمن طبیعی در فضاهای مختلفی مانند پارک‌ها، زمین‌های ورزشی و محوطه‌های عمومی مورد استفاده قرار می‌گیرد. مزایای چمن مصنوعی شامل صرفه‌جویی در مصرف آب، کاهش نیاز به نگهداری و مقاومت در برابر شرایط آب و هوایی مختلف است.معمولا در تابستان برای ایجاد سایه یک سابیان بر روی این چمن مصنوعی نصب میکنند که کیفیت رو میاره بالاتر هرچند همین سایبان باعث کاهش ارتفاع بازی میشه و بعضا برخورد توپ با سایبان صورت خواهد گرفت

## پروژه نصب چمن مصنوعی در پارک لاله
در سال‌های اخیر شهرداری تهران با هدف بهبود کیفیت فضای سبز پارک لاله اقدام به نصب چمن مصنوعی در بخش‌هایی از این پارک کرده است. این اقدام باعث شده تا علاوه بر زیبایی ظاهری، امکان استفاده بیشتر و بهتر از فضا برای فعالیت‌های تفریحی و ورزشی فراهم شود.

## مزایا و ویژگی‌ها
- کاهش مصرف آب و صرفه‌جویی در منابع طبیعی
- دوام و مقاومت بالا در برابر تردد زیاد و شرایط آب و هوایی متغیر
- کاهش هزینه‌های نگهداری نسبت به چمن طبیعی
- امکان استفاده در تمامی فصول سال بدون نیاز به مراقبت‌های ویژه

## نقد و بررسی
برخی کارشناسان محیط زیست نگرانی‌هایی در مورد استفاده از چمن مصنوعی به دلیل مشکلات بازیافت و تاثیرات زیست‌محیطی مواد پلاستیکی مطرح کرده‌اند. با این حال، استفاده از چمن مصنوعی در پارک لاله با هدف کاهش مصرف آب و بهبود کیفیت فضای عمومی به عنوان یک اقدام مثبت ارزیابی می‌شود.